# Castell de Montalbà
El Castell de Montalbà fou el castell medieval d'estil romànic del poble de Montalbà dels Banys, del terme comunal dels Banys d'Arles i Palaldà, a la comarca del Vallespir, Catalunya del Nord.
Està situat molt a prop de l'església de Santa Maria de Montalbà, al seu sud-est, en una esplanada existent en aquell lloc.
El primer esment documental d'aquest castell es remunta a l'any 1241, quan en una escriptura es fa esment als dos castells de Montalbà: el castrum de Montealbano i el Castell de Montdony. Posteriorment, abunden els documents referits al Castell de Montalbà, mentre desapareixen els del Castell de Montdony, possiblement perquè el de Montalbà substituí el de Montdony i aquest caigué en desús en el control dels passos transpirinencs de la zona, principalment el Coll de Perelló.
Actualment romanen dempeus poques restes del castell: un pany de paret de 7,55 metres, que té, en el seu angle oest, un altre mur de 2,8 m, que devia ser la façana occidental del bastiment. El gruix dels murs és en alguns llocs d'1,15 m, mentre que en alguns lloc es conserven alçades de mur de fins a 8 m. Bona part d'aquests murs estan coberts d'heura, però tanmateix s'hi pot veure una espitllera, i a l'exterior de l'angle sud-oest, unes filades de carreus allargassats, units amb un morter de no gaire bona qualitat. Tot plegat, permet de datar aquest castell en el segle xiii.